# Минск — город-герой
«Минск — город-герой» (бел. Мінск — горад-герой) — архитектурно-скульптурный комплекс в Минске, включающий обелиск и бронзовую скульптуру «Родина-мать». Является частью единого ансамбля Белорусского государственного музея истории Великой Отечественной войны. Расположен на небольшом холме в начале Музейно-паркового комплекса «Победа», на пересечении проспектов Победителей и Машерова.
В честь Дня Независимости Республики Беларусь (3 июля) и Дня Победы (9 мая) вблизи обелиска традиционно запускают праздничный салют. Во время празднования Дня Независимости Республики Беларусь перед мемориалом проходит торжественный парад и гала-концерт. Монумент также является одним из мест в Минске, где молодожёны оставляют цветы и делают фотографии.

## История

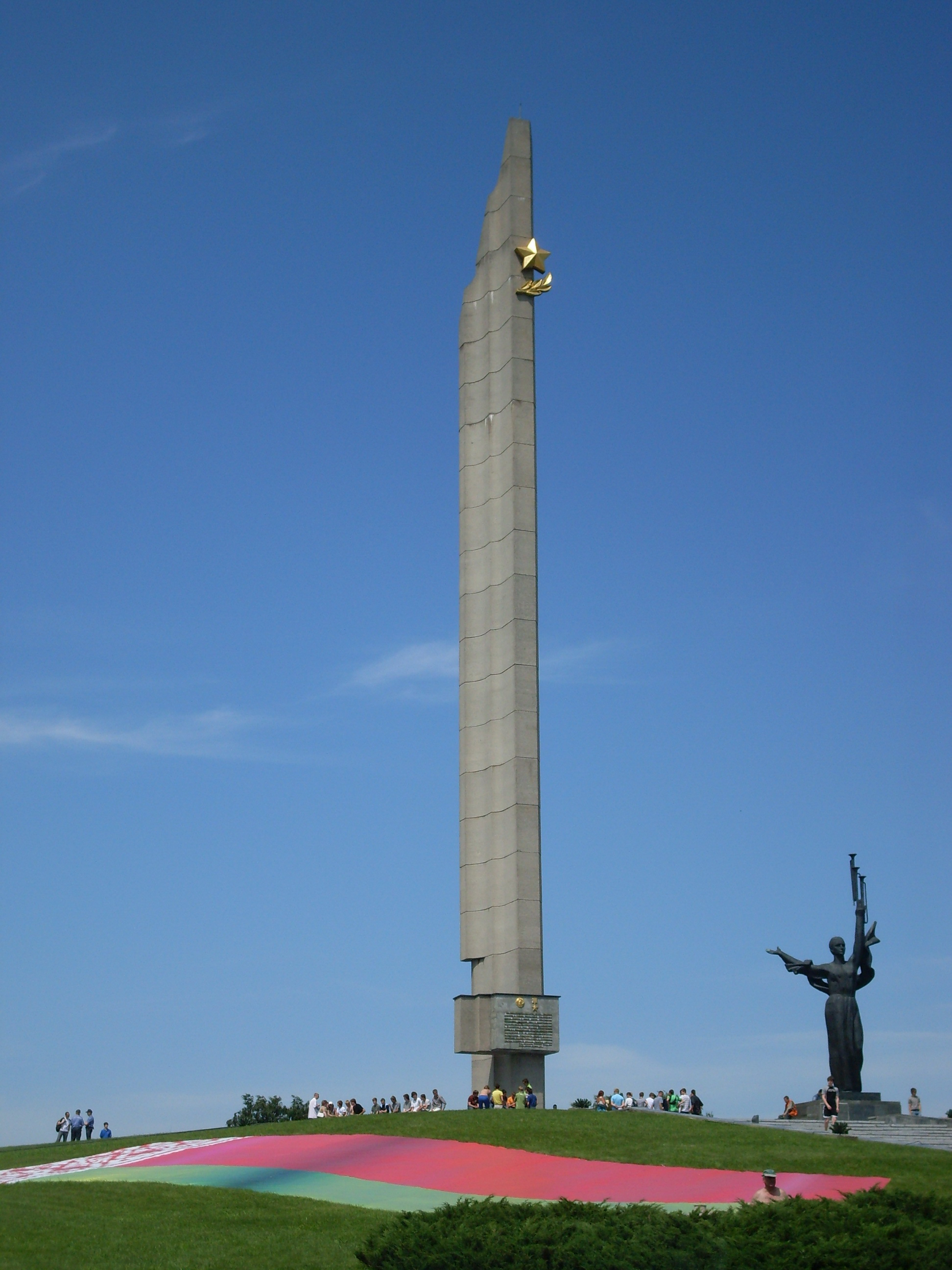
Обелиск в 2009 году

Минск пережил в годы Великой Отечественной войны 1100 дней немецкой оккупации. В оккупированном городе подполье возникло стихийно, без контроля со стороны партии и центрального правительства. Дважды городское подполье было разгромлено. Оккупанты скомпрометировали арестованного руководителя подполья Ивана Ковалёва. В Москве минских подпольщиков подозревали в сотрудничестве с гестапо и заклеймили нацистскими пособниками. Минское подполье было реабилитировано только в 1959 году. На присвоение звания «Город-герой» столице Белоруссии понадобилось тридцать лет.
После нескольких безуспешных попыток 26 июня 1974 года городу Минску было присвоено почётное звание «Город-Герой». В соответствии с ранее действовавшим Положением о высшей степени отличия — звании «Город-Герой», утверждённым Указом Президиума Верховного Совета СССР от 8 мая 1965 года, в городе, удостоенном этого звания, устанавливался обелиск с изображением ордена Ленина, медали «Золотая Звезда» и текстом Указа Президиума Верховного Совета СССР.
Архитектурно-скульптурный комплекс «Минск — город-герой» открылся 8 мая 1985 года в честь 40-й годовщины Победы в Великой Отечественной войне. В создании памятника участвовали скульптор В. Занкович, архитекторы В. Крамаренко, В. Евсеев, В. Романенко.
Постановлением Совета Министров Республики Беларусь от 14 мая 2007 года № 578 обелиск «Минск — город-герой» внесён в Государственный список историко-культурных ценностей Республики Беларусь.

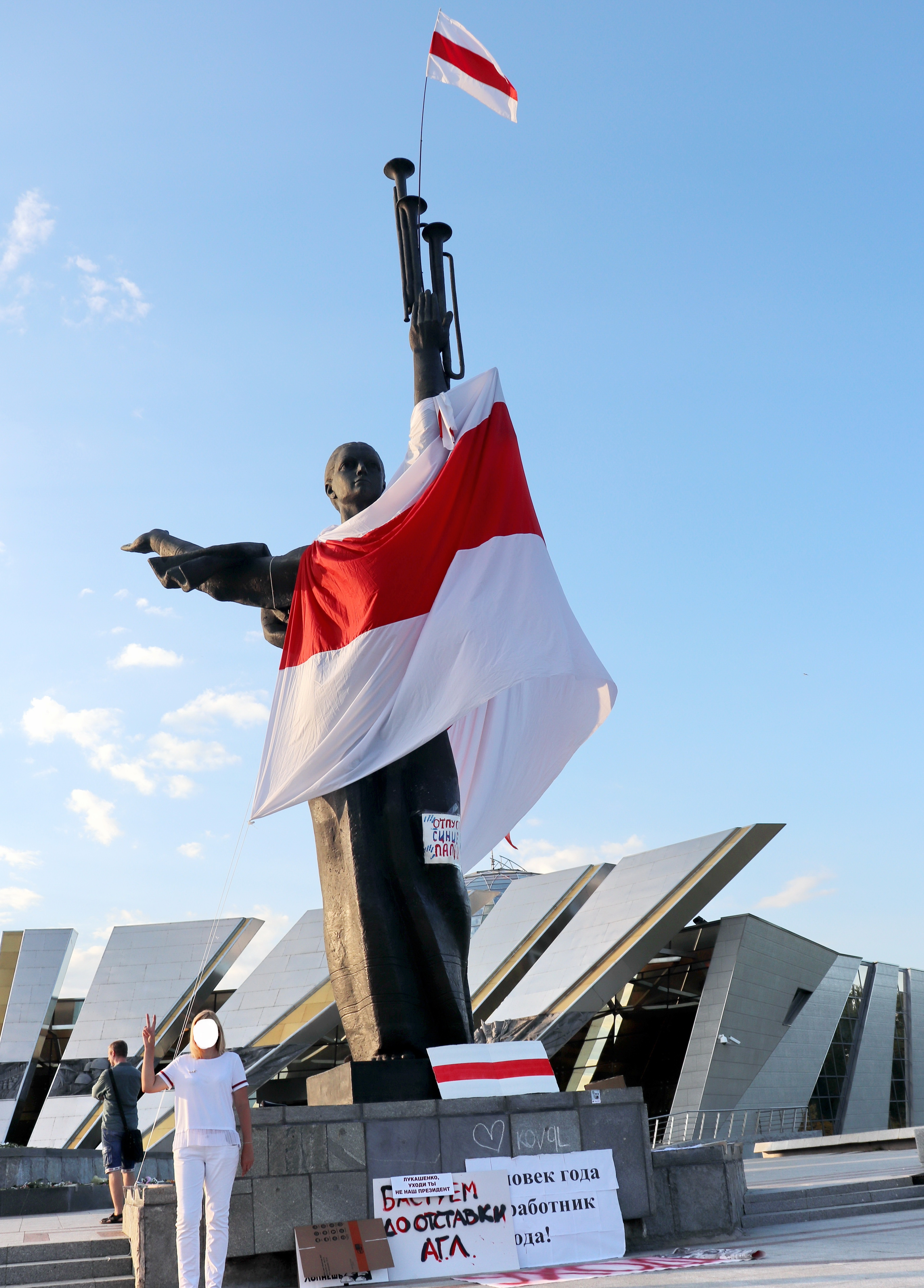
Скульптура «Родина-мать» во время митинга 16 августа 2020 года

За стелой в апреле 2010 года началось строительство нового здания Музея истории Великой Отечественной войны. Первоначально предполагалось, что обновлённый музей откроется 9 мая 2014 года. Однако позднее его официальное открытие было перенесено на 2 июля 2014 года. В церемонии открытия нового здания музея приняли участие Президент Республики Беларусь Александр Лукашенко и Президент Российской Федерации Владимир Путин.
С декабря 2018 года велись работы по капитальному ремонту обелиска, в результате которых к апрелю 2019 года были обновлены бетонное основание, гранитные плиты, гранит на табличке с текстом Указа Президиума Верховного Совета СССР о присвоении Минску почётного звания «Город-герой». Буквы текста указа также были отреставрированы и покрыты сусальным золотом.
16 августа 2020 года в контексте акции протеста против Александра Лукашенко у стелы «Минск — город-герой» собралось по разным оценкам от 400 тыс. человек (Еврорадио) до 500 тыс. человек. Примечательно, что во время митинга скульптуру Родины-матери одели в большой бело-красно-белый флаг.

## Архитектура
Композиционный акцент — бетонный обелиск высотой 45 м, на грани которого в верхней части находятся звезда и лавровая ветвь, выполненные из металла с позолотой; в нижней части на выступе-блоке мраморная доска с выгравированным текстом Указа Президиума Верховного Совета СССР от 26 июня 1974 года о присвоении Минску почётного звания «Город-герой»:

 За выдающиеся заслуги перед Родиной, мужество и героизм, проявленные трудящимися города Минска в борьбе против гитлеровских оккупантов, большую роль в развертывании всенародного партизанского движения в Белоруссии в годы Великой Отечественной войны и в ознаменование 30-летия освобождения Белорусской ССР от немецко-фашистских захватчиков присвоить городу Минску почетное звание «Город-Герой» с вручением ордена Ленина и медали «Золотая Звезда».— Указ Президиума Верховного Совета СССР. Москва, Кремль. 26 июня 1974 г.
Справа от обелиска, на невысоком постаменте стоит бронзовая фигура женщины высотой 5,5 м — обобщённый образ Родины-матери, символ Победы и Славы. Комплекс расположен на облицованной светло-серыми плитами смотровой площадке, от которой ведут три бетонных лестничных спуска.
Новое здание Белорусского государственного музея истории Великой Отечественной войны композиционно и идейно составляет вместе со стелой единый функциональный и архитектурный ансамбль. Согласно архитектурному замыслу, лучи центрального фасада здания музея, обращённого к обелиску, напоминают салют Победы.

## В нумизматике и фалеристике
Рельефное изображение обелиска «Минск — город-герой» присутствует на реверсе выпущенных в 1997 году Национальным банком Республики Беларусь серебряных и медно-никелевых памятных монет, посвящённых Дню Независимости Республики Беларусь.
Стилизованное изображение архитектурно-скульптурного комплекса также размещено на лицевой стороне юбилейной медали «75 лет освобождения Беларуси от немецко-фашистских захватчиков», учреждённой Указом Президента Республики Беларусь № 134 от 2 апреля 2019 года.

## Галерея

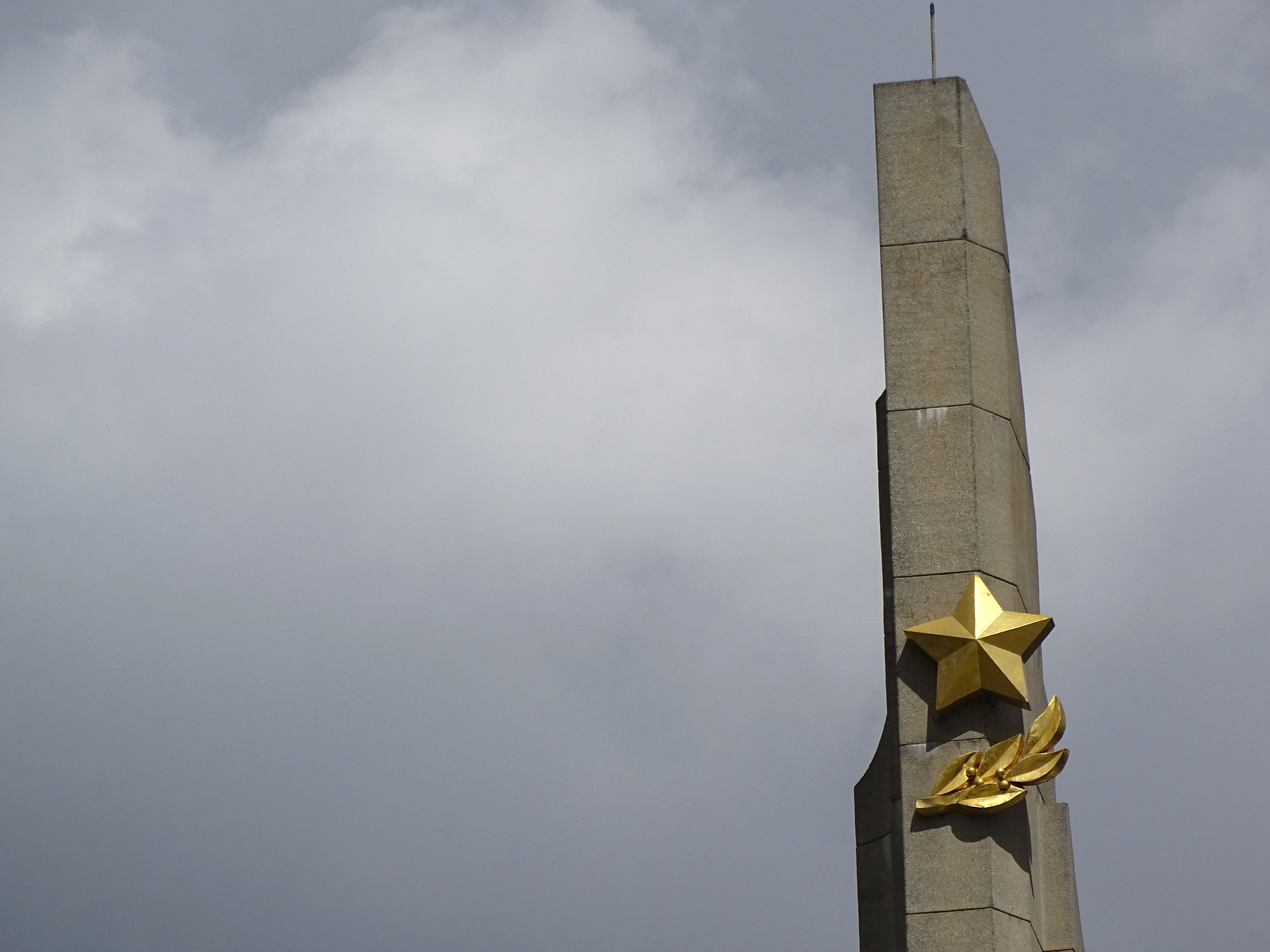
Звезда и лавровая ветвь
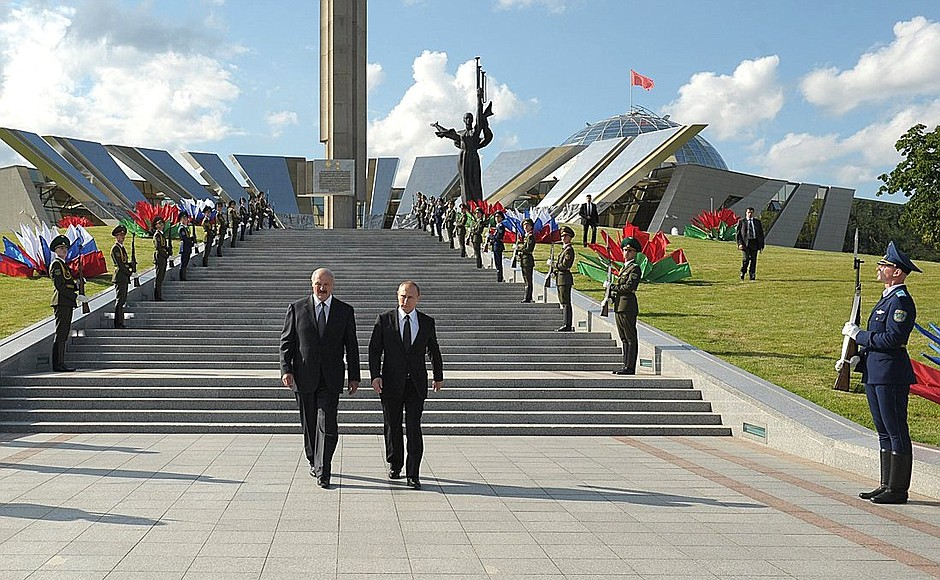
Александр Лукашенко и Владимир Путин возле обелиска. 2 июля 2014 года
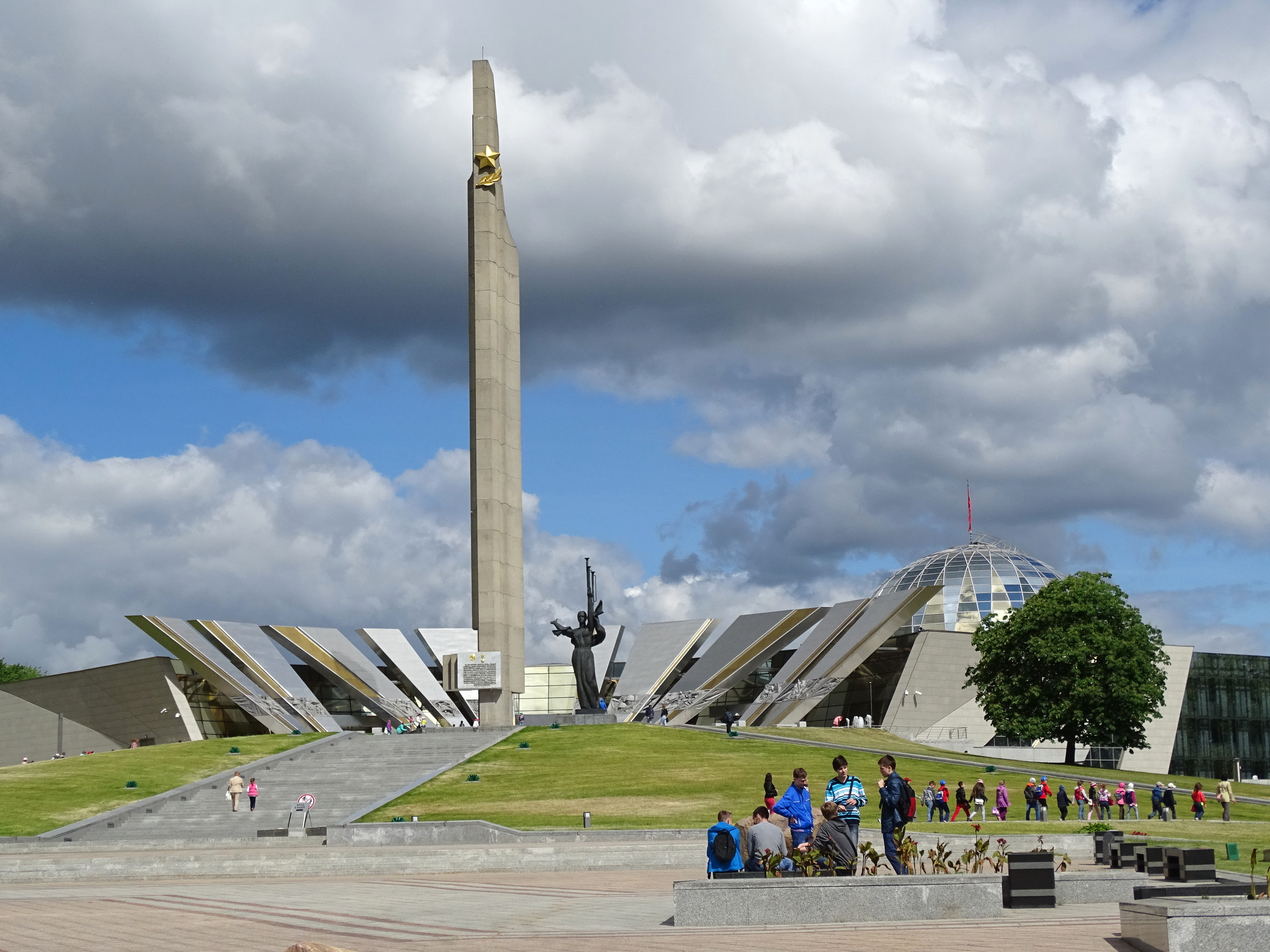
Общий вид
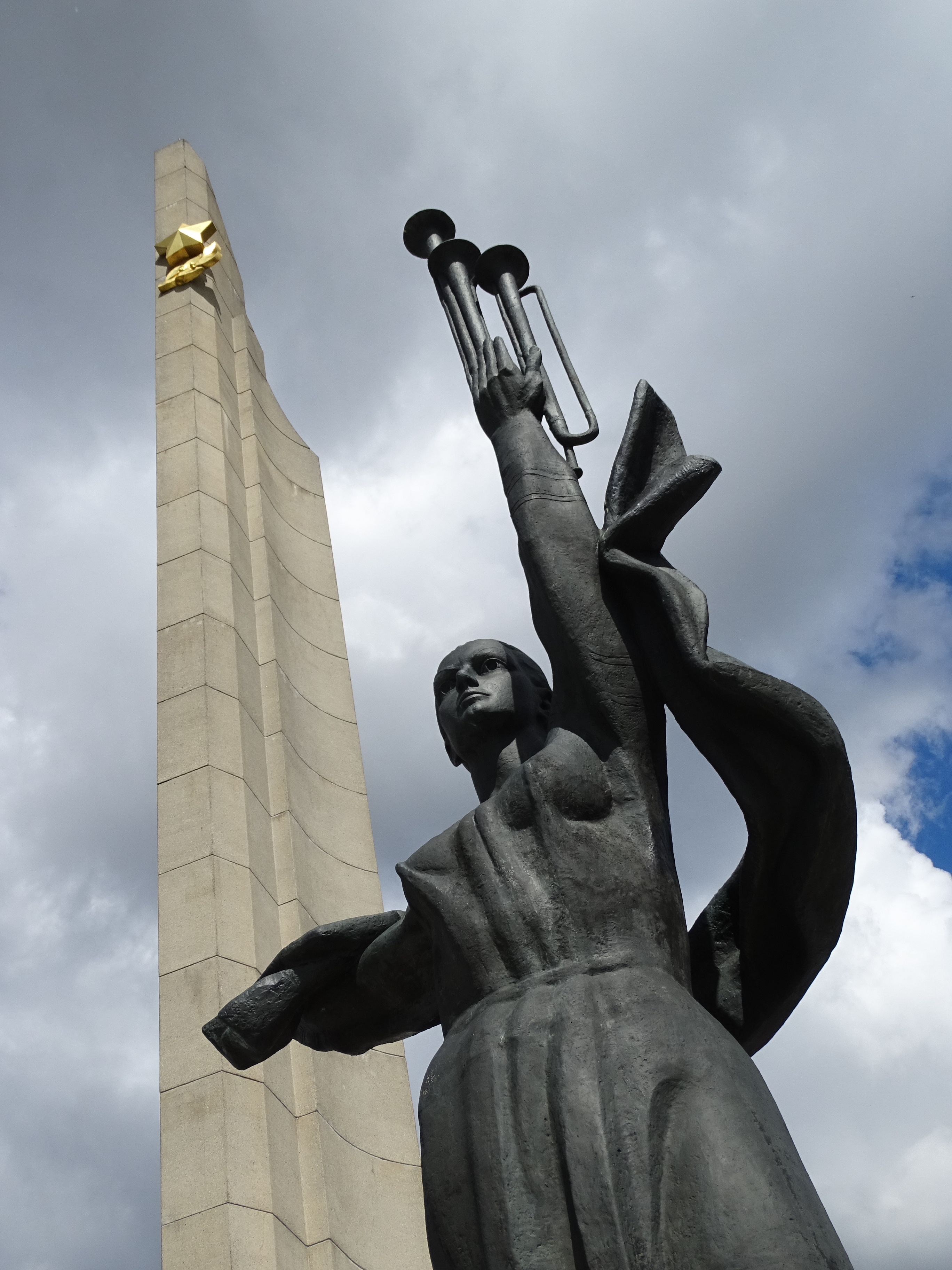
Скульптура «Родина-мать»